# Cercartetus caudatus
L'opossum pigmeo dalla coda lunga (Cercartetus caudatus Milne-Edwards, 1877) è un marsupiale arboricolo della famiglia dei Burramidi.

## Descrizione
L'opossum pigmeo dalla coda lunga ha una lunghezza testa-corpo che raggiunge al massimo i 10 cm. Ha grandi occhi, orecchie da roditore simili a quelle di un topo, un marsupio che si apre sul davanti, e una coda di lunghezza pari a una volta e mezzo il corpo, alla quale la specie deve il nome.

## Biologia

### Alimentazione
Si nutre di insetti e nettare, ma in natura, quando non vi è disponibilità di insetti, consuma anche il polline.

### Comportamento
Non abbiamo molte notizie riguardanti il comportamento di questo opossum, ma possiamo affermare con sicurezza che ha abitudini notturne e arboricole. Quando il clima diviene più rigido, il suo corpo si intorpidisce, tanto da sembrare morto, ma esce allo scoperto durante la notte. Non conosciamo, tuttavia, quale sia l'origine di questo stato di torpore.

### Riproduzione
La specie si riproduce due volte all'anno. Le femmine danno alla luce da uno a quattro piccoli verso gennaio e febbraio e talvolta partoriscono una seconda volta tra la fine di agosto e gli inizi di settembre. I piccoli lasciano il nido verso i 45 giorni di età.

## Distribuzione e habitat
L'opossum pigmeo dalla coda lunga è presente nelle regioni interne della Nuova Guinea, al di sopra dei 1500 m di quota, sull'isola di Fergusson (Papua Nuova Guinea) e nel Queensland nord-orientale (Australia). Abita nelle foreste pluviali.

## Tassonomia
Sono state riconosciute due sottospecie:
- C. c. caudatus Milne-Edwards, 1877: Nuova Guinea;
- C. c. macrura Mjöberg, 1916: Australia.